# Tungnaá
Tungnaá – rzeka w południowej części Islandii o długości 129 km, główny dopływ rzeki Þjórsá. Na rzece znajdują się elektrownie wodne Vatnsfell, Sigalda, Hrauneyjafoss i Sultartangi.